# Amir Kamal
Amir Kamal (sinh ngày 13 tháng 9 năm 1987) là một cầu thủ bóng đá người Sudan hiện tại thi đấu ở vị trí hậu vệ cho Al-Merrikh SC.

## Sự nghiệp quốc tế

### Bàn thắng quốc tế
Bàn thắng và kết quả của Sudan được để trước.
| #  | Ngày                 | Địa điểm                                 | Đối thủ  | Bàn thắng | Kết quả | Giải đấu                                     |
| -- | -------------------- | ---------------------------------------- | -------- | --------- | ------- | -------------------------------------------- |
| 1. | 18 tháng 10 năm 2019 | Sân vận động Al-Merrikh, Omdurman, Sudan | Tanzania | 1–0       | 1–2     | Vòng loại giải vô địch bóng đá châu Phi 2020 |
| 2. | 9 tháng 10 năm 2021  | Sân vận động Adrar, Agadir, Maroc        | Guinée   | 2–2       | 2–2     | Vòng loại World Cup 2022                     |

## Danh hiệu
Al-Merrikh SC
Á quân
- Giải bóng đá ngoại hạng Sudan: 2014